# Cyrtodactylus nebulosus
Espèce
Synonymes
- Gymnodactylus nebulosus Beddome, 1870
- Geckoella nebulosus (Beddome, 1870)

Statut de conservation UICN

 LC  : Préoccupation mineure
Cyrtodactylus nebulosus est une espèce de geckos de la famille des Gekkonidae.

## Répartition
Cette espèce est endémique d'Inde. Elle se rencontre en Andhra Pradesh, en Orissa, au Jharkhand, au Chhattisgarh, au Madhya Pradesh et au Maharashtra.

## Publication originale
- Beddome, 1870 : Descriptions of new reptiles from the Madras Presidency. Madras Monthly Journal of Medical Science, vol. 2, p. 169-176 (texte intégral).